# Izan Guevara
Izan Guevara Bonnin (* 28. Juni 2004 in Palma de Mallorca) ist ein spanischer Motorradrennfahrer, der in der Saison 2022 den Weltmeistertitel in der Moto3-Klasse gewann. Zur Saison 2025 wird er in seiner dritten Saison in der Moto2 für Blu Cru Pramac Yamaha antreten, wo er eine Boscoscuro pilotieren wird. Zuvor fuhr er zwei Jahre lang für das Aspar Team auf einer Kalex.

## Karriere

### Anfangsjahre
Bevor Guevara sein Debüt in der Motorrad-Weltmeisterschaft gab, trat er in der spanischen Moto2-Europameisterschaft mit einem KTM-Chassis an. Nachdem er 2019 beim Saisonfinale in Valencia sein Debüt gegeben hatte, fuhr Guevara seine erste und einzige volle Saison im Jahre 2020, wo er auf Anhieb den Gesamtsieg mit fünf Siegen und 196 Punkten erringen konnte und sich dabei gegen Xavier Artigas und Pedro Acosta durchsetzte. Zeitgleich nahm er auch am Red Bull MotoGP Rookies Cup teil, wo er die Saison mit 72 Punkten auf den neunten Platz abschloss.

### Moto3-Klasse (2021–2022)
Guevara gab schließlich sein Debüt im Jahre 2021 in der Moto3-Klasse für das GASGAS Aspar Racing Team an der Seite von Sergio García. Während García auf Anhieb um den Weltmeistertitel gegen Acosta kämpfte und dabei gegen Ende der Saison aufgrund einer Nierenverletzung außer Gefecht gesetzt wurde, zeigte Guevara in seiner Debütsaison gute Leistungen und holte beim Grand Prix of the Americas in Austin nach einem wilden Rennen mit zwei roten Flaggen seinen ersten Grand-Prix-Sieg. Guevara beendete die Saison mit einem Sieg und 125 Punkten auf einem ordentlichen achten Platz.
Nach einer durchaus gelungenen Debütsaison wurde Guevara im Vorfeld der Saison 2022 neben Teamkollege García und dem letztjährigen Vizeweltmeister Dennis Foggia als einer der Favoriten auf den WM-Titel auserkoren. Den Vorschusslorbeeren sollte Guevara mehr als gerecht werden, nachdem er sich mit sieben Siegen und fünf weiteren Podestplätzen bereits beim drittletzten Lauf in Australien den Titel in der kleinsten Klasse mit insgesamt 319 Punkten sicherte.

## Statistik

### Erfolge
- 2019 – Meister des FIM European Talent Cups[1]
- 2020 – Meister der FIM-CEV-Repsol-Moto3-Meisterschaft
- 2022 – Moto3-Weltmeister auf GasGas
- 8 Grand-Prix-Siege

### In der Motorrad-Weltmeisterschaft
(Stand: Großer Preis von Österreich, 17. August 2025)
| Saison | Klasse | Team                        | Motorrad   | Rennen | Siege | Zweiter | Dritter | Poles | schn. Rennrunden | Punkte | Ergebnis    |
| ------ | ------ | --------------------------- | ---------- | ------ | ----- | ------- | ------- | ----- | ---------------- | ------ | ----------- |
| 2021   | Moto3  | GASGAS Aspar Team           | GasGas     | 18     | 1     | –       | –       | –     | 4                | 125    | 8.          |
| 2022   | Moto3  | GASGAS Aspar Team           | GasGas     | 20     | 7     | 3       | 2       | 5     | 2                | 319    | Weltmeister |
| 2023   | Moto2  | GASGAS Aspar Team           | Kalex      | 18     | –     | –       | –       | –     | –                | 20     | 22.         |
| 2024   | Moto2  | CFMoto Aspar Team           | Kalex      | 20     | –     | –       | 1       | –     | –                | 69     | 17.         |
| 2025   | Moto2  | Blu Cru Pramac Yamaha Moto2 | Boscoscuro | 13     | –     | –       | –       | –     | –                | 62     | 14.         |
| Gesamt | Gesamt | Gesamt                      | Gesamt     | 89     | 8     | 3       | 3       | 5     | 6                | 595    | 1 WM-Titel  |

Grand-Prix-Siege
| Saison | Klasse | Rennen                                                             |
| ------ | ------ | ------------------------------------------------------------------ |
| 2021   | Moto3  | USA-Texas                                                          |
| 2022   | Moto3  | Spanien Katalonien Deutschland Aragonien Japan Australien Valencia |

Einzelergebnisse
| Saison ! | 1        | 2           | 3           | 4         | 5          | 6          | 7                      | 8           | 9           | 10                     | 11          | 12                     | 13         | 14             | 15         | 16             | 17         | 18            | 19         | 20       | 21       | 22       |
| -------- | -------- | ----------- | ----------- | --------- | ---------- | ---------- | ---------------------- | ----------- | ----------- | ---------------------- | ----------- | ---------------------- | ---------- | -------------- | ---------- | -------------- | ---------- | ------------- | ---------- | -------- | -------- | -------- |
| 2021     | Katar    | Katar       | Portugal    | Spanien   | Frankreich | Italien    | Katalonien             | Deutschland | Niederlande | Steiermark             | Osterreich  | Vereinigtes Konigreich | Aragonien  | San Marino     | USA-Texas  | Emilia-Romagna | Portugal   | \|\| \|\|\|\| |            |          |          |          |
| 2021     | 7        | 6           | 24          | 11        | 14         | 17         | DNF                    | 10          | 12          | 14                     | 8           | 4                      | 4          | 12             | 1          | 12             | 5          | 7             |            |          |          |          |
| 2022     | Katar    | Indonesien  | Argentinien | USA-Texas | Portugal   | Spanien    | Frankreich             | Italien     | Katalonien  | Deutschland            | Niederlande | Vereinigtes Konigreich | Osterreich | San Marino     | Aragonien  | Japan          | Thailand   | Australien    | Malaysia   | \|\|     |          |          |
| 2022     | 8        | 2           | DNF         | 7         | 5          | 1          | 3                      | 2           | 1           | 1                      | 2           | DNF                    | 7          | 3              | 1          | 1              | 5          | 1             | 12         | 1        |          |          |
| 2023     | Portugal | Argentinien | USA-Texas   | Spanien   | Frankreich | Italien    | Deutschland            | Niederlande | Kasachstan  | Vereinigtes Konigreich | Osterreich  | Katalonien             | San Marino | Indien         | Japan      | Indonesien     | Australien | Thailand      | Malaysia   | Katar    | Valencia |          |
| 2023     |          |             | 21          | 22        | 21         | 18         | DNF                    | DNF         | C           | 21                     | 13          | 25                     | DNF        | 13             | 14         | 21             | 6          | 9             | DNF        | 23       | DNF      |          |
| 2024     | Katar    | Portugal    | USA-Texas   | Spanien   | Frankreich | Katalonien | Italien                | Niederlande | Deutschland | Vereinigtes Konigreich | Osterreich  | Aragonien              | San Marino | Emilia-Romagna | Indonesien | Japan          | Australien | Thailand      | Malaysia   | \|\|     |          |          |
| 2024     | DNF      | 22          | 20          | 12        | 10         | DNF        | 8                      | 19          | 13          | 20                     | 12          | DNF                    | 21         | 13             | DSQ        | 10             | 16         | 6             | 3          | 7        |          |          |
| 2025     | Thailand | Argentinien | USA-Texas   | Katar     | Spanien    | Frankreich | Vereinigtes Konigreich | Aragonien   | Italien     | Niederlande            | Deutschland | Tschechien             | Osterreich | Ungarn         | Katalonien | San Marino     | Japan      | Indonesien    | Australien | Malaysia | Portugal | Valencia |
| 2025     | 16       | 15          | 5           | 22        | DNF        | DNF        | 5                      | 11          | 7           | DNF                    | 8           | 6                      | 9          |                |            |                |            |               |            |          |          |          |

| Legende  | Legende            | Legende                                                          |
| Farbe    | Abkürzung          | Bedeutung                                                        |
| -------- | ------------------ | ---------------------------------------------------------------- |
| Gold     | –                  | Sieg                                                             |
| Silber   | –                  | 2. Platz                                                         |
| Bronze   | –                  | 3. Platz                                                         |
| Grün     | –                  | Platzierung in den Punkten                                       |
| Blau     | –                  | Klassifiziert außerhalb der Punkteränge                          |
| Violett  | DNF                | Rennen nicht beendet (did not finish)                            |
| Violett  | NC                 | nicht klassifiziert (not classified)                             |
| Rot      | DNQ                | nicht qualifiziert (did not qualify)                             |
| Rot      | DNPQ               | in Vorqualifikation gescheitert (did not pre-qualify)            |
| Schwarz  | DSQ                | disqualifiziert (disqualified)                                   |
| Weiß     | DNS                | nicht am Start (did not start)                                   |
| Weiß     | WD                 | zurückgezogen (withdrawn)                                        |
| Hellblau | PO                 | nur am Training teilgenommen (practiced only)                    |
| Hellblau | TD                 | Freitags-Testfahrer (test driver)                                |
| ohne     | DNP                | nicht am Training teilgenommen (did not practice)                |
| ohne     | INJ                | verletzt oder krank (injured)                                    |
| ohne     | EX                 | ausgeschlossen (excluded)                                        |
| ohne     | DNA                | nicht erschienen (did not arrive)                                |
| ohne     | C                  | Rennen abgesagt (cancelled)                                      |
| ohne     | keine WM-Teilnahme |                                                                  |
| sonstige | P/fett             | Pole-Position                                                    |
| sonstige | 1/2/3/4/5/6/7/8    | Punktplatzierung im Sprint-/Qualifikationsrennen                 |
| sonstige | SR/kursiv          | Schnellste Rennrunde                                             |
| sonstige | *                  | nicht im Ziel, aufgrund der zurückgelegten Distanz aber gewertet |
| sonstige | ()                 | Streichresultate                                                 |
| sonstige | unterstrichen      | Führender in der Gesamtwertung                                   |